# Marco Manlio Capitolino
Marco Manlio Capitolino, un patrizio della Repubblica romana (in latino Marcus Manlius Capitolinus; ... – Roma, 384 a.C.), apparteneva alla gens Manlia.

## Biografia

### Consolato
Marco Manlio Capitolino divenne console nel 392 a.C. insieme a Lucio Valerio Potito.
I Romani sconfissero nuovamente gli Equi sul monte Algido, e per questa vittoria a Valerio fu concesso il trionfo, e a Marco un'ovazione.
Per la vittoria su Veio, furono celebrati i ludi magni e fu consacrato il tempio a Giunone Regina, voluto da Furio Camillo.
Si dichiarò poi guerra alla città di Volsinii e ai Salpinati, che però non si poté combattere perché a Roma era scoppiata un'epidemia, che colpì anche i consoli, che per questo motivo dovettero rimettere le proprie cariche anzitempo nelle mani di un interrex.

### Sacco di Roma
Secondo la tradizione, riportata poi da Tito Livio, nel 387 a.C. (390 secondo Varrone) i Galli guidati da Brenno, presa Roma, assediavano gli ultimi difensori nel Campidoglio. Quando cercarono di scalarne le pendici furono fatti scoprire dallo starnazzare delle oche capitoline sacre a Giunone.
Fu Marco Manlio che guidò la riscossa dei difensori e per questo fu chiamato, appunto, Capitolino.

### Scontro con i patrizi
Amareggiato per non trovare presso la sua classe la considerazione di cui si sentiva degno per aver salvato la rocca del Campidoglio, e per non essere stato eletto tra i tribuni consolari del 385 a.C., Manlio, primo tra i patrizi, si accordò con i magistrati plebei per portare avanti le loro istanze.
(Tito Livio, Ab Urbe condita libri, VI, 11, 8.)
Per questo motivo, temendo disordini in città più che l'attacco esterno dei Volsci, il Senato nominò Aulo Cornelio Cosso dittatore.
Mentre Aulo conduceva l'esercito alla vittoria contro i Volsci, Manlio portava avanti le istanze dei plebei, non perdendo occasione di aumentare la propria popolarità presso questa classe, come quando, vedendo un centurione portato in tribunale per debiti con il rischio di finire schiavo, lo sollevò dai debiti pagando di tasca propria, arrivando a vendere le sue terre per aiutare altri poveri debitori accusando nel contempo i senatori di malversazione.
(Tito Livio, Ab Urbe condita libri, VI, 14, 4-5.)
La situazione in città stava diventando sempre più difficile per i patrizi, anche per l'accusa loro mossa da Manlio, di aver sottratto all'erario l'oro dei Galli. A questo punto il Senato fece tornare Aulo Cornelio a Roma, interrompendo la campagna contro i Volsci, per sedare gli animi dei Romani.
Aulo tornato a Roma, ancora nel pieno della sua carica, sentito il Senato, convocò Manlio, chiedendogli di dimostrare le proprie accuse contro i Senatori. Manlio, che si presentò alla seduta insieme ai propri sostenitori, dopo aver nuovamente accusato i Senatori, si rifiutò di rispondere all'intimazione del dittatore, e per questo fu incarcerato.
In questa circostanza la plebe non fece mancare l'appoggio al proprio rappresentante, sia nelle riunioni, sia presidiando giorno e notte il carcere, tanto che alla fine il Senato, per non provocare altri disordini, diede ordine di liberare Manlio.

### Processo

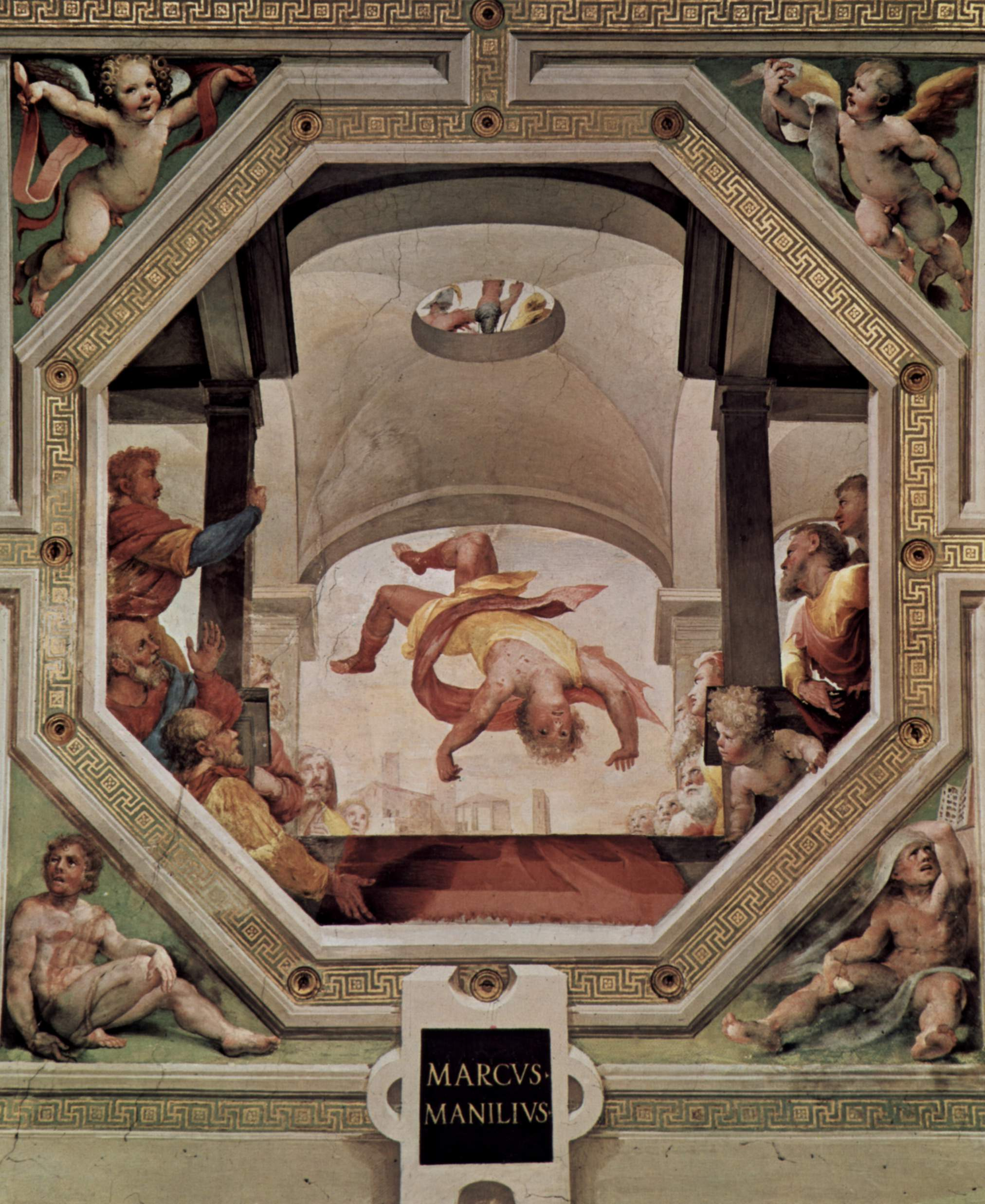
Marco Manlio gettato dalla Rupe Tarpea, affresco di Domenico Beccafumi, XVI sec., Sala del Concistoro (Palazzo Pubblico di Siena)

Per minarne la credibilità presso la Plebe, a Roma fu fatta circolare l'accusa di aspirare al titolo di "re" che, nella Roma repubblicana è sempre stata capace di spezzare qualsiasi carriera politica.
Le voci divennero accusa formale, e Manlio fu portato in giudizio davanti ai Comizi, una prima volta nel Campo Marzio, poi, quando i Tribuni si resero conto che il luogo evocava l'impresa di Manlio, l'assemblea fu tenuta nel bosco Petelino, fuori dalla porta Flumentana, da dove non si poteva vedere il Campidoglio, e lì Manlio fu condannato a morte e per questo fatto precipitare dalla rupe Tarpea.
La sua casa sul Campidoglio fu abbattuta e "alla gente Manlia fu vietato che da allora nessun membro di essa portasse il nome di Marco Manlio".

## Critica storica
Secondo Theodor Mommsen, la storia del suo salvataggio del Campidoglio fu un'invenzione successiva per giustificare il soprannome; così come il suo tentativo di sollevare le sorti dei debitori sarebbe un'altra invenzione del tempo di Cinna.